# Мион
Мион је негативно наелектрисана елементарна честица која заједно са електроном и тау честицом спада у групу лептона. Име је добио по грчком слову ми (μ) којим се означава са μ− за мион и μ+ за позитивно наелектрисани антимион. Мион спада у фамилију фермиона, поседују спин 1/2 и по особинама веома личе на електрон, али има од њега доста већу масу (од око 105 MeV/c2).
Мион је нестабилна честица. Време живота миона је 2,2 μs. Мион се распада путем слабе интеракције, најчешће на електрон e−, електронски антинеутрино ν и мионски неутрино ν:
μ− → e− + ν + ν

## Објашњење
Мион је елементарна честица негативног набоја која заједно с електроном и тау лептоном спада у групу лептона. Означава се грчким словом ми, према којем је и добио назив: μ− за мион и μ+ за позитивни антимион. Средњи животни век миона је 2,2 , што га чини најтрајнијом нестабилном честицом после неутрона. Распадом миона увек настају три честице: електрон истог набоја као и распадајући мион, и два различита неутрина. Маса му је 105,6 MeV/2, што је 206,7 пута веће од масе електрона, а мање од масе нуклеона. Због толике масе не успоравају брзо у додиру с електромагнетним пољем, што им омогућује да уђу дубље у неку материју од на пример електрона (такозвани секундарни миони, продукт космичких зрака који погађају Земљину атмосферу, могу проћи кроз Земљину површину, и доћи до рудника под земљом). У старијој литератури се називао ми-мезон (грчки meso-, „између”), иако се према модерној подели не убраја у мезоне.
С обзиром да имају велику масу и енергију, не настају радиоактивним распадом. Често настају у великим количинама приликом високоенергетских интеракција нормалних материја, или у ЛХЦ огледима који укључују хадроне, или пак током интеракција космичких зрака и честица у атмосфери, приликом чега настају пи мезони, који се распадну на мионе. Као и други набијени лептони, и мион има мионски неутрино (vμ), који се разликује од електронског неутрина, и учествује у различитим нуклеарним реакцијама.

## Историја
Мионе су 1936. године открили Карл Андерсон и Сет Недермејер (енгл. Seth Neddermeyer) проучавајући космичко зрачење у експерименту са магленом комором. Они су идентификовали неке до тада непознате честице које у магнетном пољу скрећу мање него електрони, а више него протони исте брзине, тако да претпоставивши да су и ове честице елементарне честице наелектрисања као и електрон, закључили су да је маса ових нових честица између маса електрона и протона. Због тога је ове нова честица у то време названа mesotron, од грчке речи meso што значи између. Касније, када су предвиђене и друге честице маса између масе електрона и масе протона, назив ове честице је промењен у мион.

## Космичко зрачење
Миони су најбројније енергетске наелектрисане честице које у виду космичких зрака стижу у нашу атмосферу на надморску висину (поред неенергетких безмасених фотона и скоро безмасених неутрина). Миони слабо интерагују са материјом и управо је то разлог зашто могу у великом броју да прођу кроз целу Земљину атмосферу и стигну на површину Земље. У просеку, сваког минута на површину од 1 cm² стигне по један мион, што чини половину укупног позадинског космичког зрачења које стиже на нашу планету.
Као и све наелектрисане честице, миони интерагују са електричним пољима других наелектрисаних честица и путем јонизације могу да избију електроне из слабо везаних енергетских нивоа других атома.

## Антимион
Антимион (ознака μ+) је антилептон једнаке масе, спина и времена полураспада као мион, а позитивног електричнога набоја једнаког износа.

## Лептони
Од лептона најпознатији је електрон, стога су лептони највише и проучавани, јер се својства електрона огледају у миону и тау лептону. Ова три лептона имају исти електрични набој и мало тога, осим масе, разликује електрон од миона и тау лептона. Једина очита разлика је у томе што се мион и тау лептон могу распадати на друге честице (из прве и друге генерације лептона и њихове античестице), док је електрон стабилна честица. Исто као и код кваркова, маса лептона се повећава идући према вишој генерацији.
Остала три лептона се називају неутрини, јер су електрично неутрални. Треба напоменути да није исто рећи, на пример, да је неутрон без набоја и да је неутрон неутралан. Неутрон се састоји од три кварка и сваки од њих носи електрични набој који се у коначном збиру поништи. Неутрини, за разлику од неутрона, су елементарне честице. Као такве нису грађене од других елементарнијих компоненти, они су истински неутрални. Стога, да би се разликовале такве честице од оних којима се набоји компоненти поништавају, може се сећи за неутрине (и сличне честице) да су неутрални, а за неутроне (и честице сличне њима) да су без набоја. Према стандардном моделу сматра се да су неутрини честице без масе, иако резултати експеримента Супер-Камиоканде у Јапану (М. Кошиба) дају назнаку да би неутрини ипак могли имати изузетно малу, али коначну масу. Будући да су неутрини без масе и неутрални, то им ускраћује било какву физичко постојање. Међутим, неутрини имају енергију и та их енергија чини стварнима.
Лептони, за разлику од кваркова, постоје у природи као засебне честице. Електрон је врло позната честица и његова својства су успостављена у основама физике. Други лептон, електронски неутрино, је мање познат али једнако чест у природи. У великом броју га производе неки радиоактивни процеси и средишња језгра нуклеарних реактора, док је Сунце највећи произвођач. Приближно 1012 електронских неутрина прође кроз наше тело сваке секунде, већина настала у нуклеарним реакцијама које се одвијају у језгру Сунца. Будући да јако ретко делују с материјом велики број неутрина који прође кроз људско тело не чини никакву штету.